# Machúlishchy
Machúlishchy (bielorruso: Мачу́лішчы) o Machúlishchi (ruso: Мачу́лищи) es un asentamiento de tipo urbano de Bielorrusia, perteneciente al raión de Minsk de la provincia de Minsk.
En 2023, el asentamiento tenía una población de 10 474 habitantes.
Se ubica en la periferia meridional de la capital nacional Minsk, inmediatamente al sur del barrio periférico Kaliadzichy.

## Historia
Se conoce la existencia de la localidad desde 1590, cuando era una finca rústica en tierras del pueblo de Hátava. Durante siglos fue una pequeña localidad rural, que a mediados del siglo XX tan solo tenía quinientos habitantes. Sin embargo, su proximidad a Minsk hizo que la RSS de Bielorrusia desarrollara la zona como un área periférica separada administrativamente de su capital, llegando a alcanzar ocho mil habitantes al acabar el siglo. En 1997 adoptó el estatus de asentamiento de tipo urbano. Entre 2006 y 2014 se ha ampliado su territorio incluyendo terrenos pertenecientes a consejos rurales vecinos, como el antiguo pueblo y actual barrio de Aliaksándrava.